# Hiroto Hatao
Hiroto Hatao (畑尾 大翔 Hatao Hiroto?, nacido el 16 de septiembre de 1990 en Nerima, Tokio) es un futbolista japonés que se desempeña como defensa.

## Trayectoria

### Clubes
| Club           | País  | Año         |
| -------------- | ----- | ----------- |
| Ventforet Kofu | Japón | 2014 - 2017 |
| Nagoya Grampus | Japón | 2018 -      |

## Estadística de carrera

### J. League
| Club           | Año   | J. League | J. League | Copa J. League | Copa J. League | Total | Total |
| Club           | Año   | Part.     | Goles     | Part.          | Goles          | Part. | Goles |
| -------------- | ----- | --------- | --------- | -------------- | -------------- | ----- | ----- |
| Ventforet Kofu | 2014  | 5         | 0         | 0              | 0              | 5     | 0     |
| Ventforet Kofu | 2015  | 15        | 0         | 5              | 0              | 20    | 0     |
| Ventforet Kofu | 2016  | 15        | 0         | 6              | 0              | 21    | 0     |
| Ventforet Kofu | 2017  | 14        | 1         | 5              | 0              | 19    | 1     |
| Total          | Total | 49        | 1         | 16             | 0              | 65    | 1     |